# Austrocossus minutus
Austrocossus minutus is een vlinder uit de familie van de houtboorders (Cossidae). De wetenschappelijke naam van de soort is voor het eerst geldig gepubliceerd door Gentili.